# Pescarolo Sport
Pescarolo Sport е състезателен екип със седалище в град Льо Ман, Франция, основан от Анри Пескароло – бивш френски пилот от Формула 1 и Рали Париж-Дакар през 2000 година.
Екипът участва в състезания за издръжливост и Сериите Льо Ман (Le Mans Series), като е редовен участник в най-известното състезание от този тип 24-те часа на Льо Ман.
През октомври 2007 г. Анри закупува Jacques Nicolet's Sauljier Racing и създава Pescarolo Automobiles. След тази трансформация, Pescarolo Sport вече е подразделение на Pescarolo Automobiles.